# Dryophilus pusillus
Dryophilus pusillus är en skalbaggsart som först beskrevs av Leonard Gyllenhaal 1808.  Dryophilus pusillus ingår i släktet Dryophilus, och familjen trägnagare. Arten är reproducerande i Sverige.